# Paolo Bozzi (Psychologe)
Paolo Bozzi (* 16. Mai 1930 in Gorizia; † 10. Oktober 2003 in Bozen) war ein italienischer Psychologe, Violinist und Musiktheoretiker und gilt neben Walter Gerbino (* 1951) und Giovanni Bruno Vicario (1932–2020) als einer der bedeutendsten Repräsentanten der auf Gaetano Kanizsa zurückgehenden „Schule von Triest“ der Gestalttheorie in Italien, die er als Experimentelle Phänomenologie fortführte. Seine Ausbildung zum Violinisten erhielt er von Rodolfo Lipizer. 1960 entdeckte Bozzi mit Giovanni Bruno Vicario das Phänomen des „Auditory Streaming“. Bis 1999 war Bozzi Professor für Verhaltenswissenschaften an der Universität Triest. Bozzi war Beratender Herausgeber der internationalen wissenschaftlichen Zeitschrift Gestalt Theory, in der er kurz vor seinem Tod noch einen letzten autobiographischen Beitrag veröffentlichte. 2018 erschien auf Initiative von Ivana Bianchi (Universität Macerata) und Richard Davies  (Universität Bergamo) eine Anthologie zentraler Arbeiten Bozzis zur experimentellen Phänomenologie in englischer Übersetzung.

## Ausgewählte Publikationen von und über Paolo Bozzi
- 1960 (mit G.B. Vicario): Due fattori di unificazione fra note musicali: la vicinanza temporale e la vicinanza tonale. In: Rivista di psicologia. LIV (IV).
- 1987: Romantika. Per violoncello solo. Pizzicato Edizioni Musicali, Udine ISBN 88-7736-063-1.
- 1987: Meta-Kitsch. Per violino solo. Pizzicato Edizioni Musicali, Udine.
- 1987: Der Psychophysische Bogen (L’arco psicofisico). Per viola sola. Pizzicato Edizioni Musicali, Udine.
- 1989: Fenomenologia sperimentale. Il Mulino, Bologna, ISBN 88-15-02371-2.
- 1990: Fisica ingenua. Oscillazioni, piani inclinati e altre storie: studi di psicologia della percezione. Garzanti, Milano, ISBN 88-11-67432-8.
- 1998: Vedere come. Commenti ai §§ 1-29 delle Osservazioni sulla filosofia della psicologia di Wittgenstein. Guerini, Milano ISBN 88-7802-850-9.
- 2003: Anmerkungen zur Praxis und Theorie der experimentellen Phänomenologie. In: Gestalt Theory. 25 (3/2003), S. 192–198.
- 2003: Fiorenza Toccafondi: Paolo Bozzi (1930-2003). Gestalt Theory 25 (4/2003), 221–222.
- 2007: Paolo Legrenzi: Paolo Bozzi: una biografia intellettuale (ed il tema dei saperi ingenui). (PDF-Datei; 176 kB) Università Iuav di Venezia, Working Papers 8/2007, abgerufen am 27. März 2015.
- 2018: Paolo Bozzi’s Experimental Phenomenology. Edited by Ivana Bianchi and Richard Davies. Routledge, London, ISBN 978-1-351-23231-9